# Нововасилевка (Вольнянский район)
Нововасилевка (укр. Нововасилівка) — село,
Павловский сельский совет,
Вольнянский район,
Запорожская область,
Украина.
Код КОАТУУ — 2321586107. Население по переписи 2001 года составляло 443 человека.

## Географическое положение
Село Нововасилевка находится на расстоянии в 2 км от города Вольнянск и сёл Поды и Спасовка.
Рядом проходит автомобильная дорога Н-15.

## История
- 1921 год — дата основания.

## Объекты социальной сферы
- Школа.

## Достопримечательности
- Братская могила советских воинов.